# Anne-Yvonne Le Dain
Pour les articles homonymes, voir Le Dain.
Anne-Yvonne Le Dain, née le 1er septembre 1955 à Versailles (Seine-et-Oise), est une femme politique française.

## Biographie

### Carrière professionnelle
Anne-Yvonne Le Dain est ingénieure agronome et docteur en sciences de la terre (Claude Allègre était dans son jury de thèse), et a travaillé dès ses études dans le domaine de l'environnement et de la biodiversité. De l'Institut des aménagements régionaux et de l'environnement (IARE, une association créée par des scientifiques de l'écologie dans les années 1980) au Centre de coopération internationale en recherche agronomique pour le développement (Cirad, un EPIC chargé des recherches scientifiques sur les productions et écosystèmes des pays du Sud), en passant par l'État français, elle a aussi eu des engagements associatifs, tels la création d'un conseil local Fédération des conseils de parents d'élèves (FCPE) sur sa commune, puis la présidence de la fédération départementale de l'Hérault de cette fédération de parents d'élèves. Elle est également mère de trois garçons. 
Sur le plan politique, elle a été repérée par Georges Frêche, maire de Montpellier, alors qu'il était président du Conseil des rivages méditerranéens du Conservatoire national des rivages. Son travail pour entamer une protection douce contre l'érosion des littoraux sableux en utilisant des barrières de bois (ganivelles) face à la mer était, au début des années 1980, novateur et inattendu.[réf. nécessaire] Elle décida, quelques années plus tard, d'arrêter de s'intéresser à ces questions, estimant que les services publics de l'État étaient trop lents pour assumer la montée du niveau de la mer et enclencher les attitudes raisonnables et responsables face aux enjeux. 
Elle retourne alors à la science et, repérée par Hubert Curien alors ministre de la Recherche et de la Technologie, elle est chargée des investissements scientifiques de l'État dans les territoires. Elle est également connue pour avoir créé le premier Village des Sciences en France, en 1993, lors de la première Fête de la Science, en installant le Radeau des Cimes dans le jardin du Peyrou à Montpellier, puis en installant une rizière sur la place de la Comédie de cette ville en 1995. 
Elle prend ensuite la direction d'un département de recherche du Cirad, puis elle installe et prend en charge l'évaluation des activités scientifiques et des scientifiques eux-mêmes.

### Carrière politique
Elle est élue municipale puis régionale aux côtés de Georges Frêche et de ses successeurs. Elle est ensuite élue députée (PS) lors des législatives de 2012 dans la 2e circonscription de l'Hérault. 
Elle soutient Emmanuel Macron pour l'élection présidentielle de 2017. 
Dans un premier temps investie par le Parti socialiste pour les élections législatives, engagée en tandem avec le maire de Montpellier (divers gauche), son investiture PS lui est ensuite retirée à la suite de son soutien à Emmanuel Macron pour la présidentielle. Elle se présente finalement sous étiquette divers gauche, et est battue recueillant 5% des voix au premier tour. Au second tour, la candidate La France Insoumise remporte l'élection face à la candidate En Marche !.
Elle est depuis 2020 déléguée départementale de Territoires de progrès dans l'Hérault.